# Приколійна вулиця (Київ)
Приколі́йна ву́лиця — вулиця в Дарницькому районі міста Києва, місцевість Нова Дарниця. Пролягає від Бориспільської вулиці до Вересневої вулиці. Частково продовжується по інший бік залізничних колій, від Ремонтної вулиці до тупика.
Прилучається вулиця Степана Голованьова.

## Історія
Вулиця виникла на початку XX століття, мала назву Вокзальна, з початку 1930-х років — Червонотра́нспортна. Сучасна назва — з 1955 року, як розташованої вздовж залізничної колії (у деяких російськомовних виданнях зазначена як Придорожная).